# Loché-sur-Indrois
Loché-sur-Indrois är en kommun i departementet Indre-et-Loire i regionen Centre-Val de Loire i de centrala delarna av Frankrike. Kommunen ligger i kantonen Montrésor som tillhör arrondissementet Loches. År 2022 hade Loché-sur-Indrois 472 invånare.

## Befolkningsutveckling
Antalet invånare i kommunen Loché-sur-Indrois
Referens:INSEE